# CDPD
CDPD (англ. Cellular Digital Packet Data) — цифрове пакетне передавання даних мережею стільникового зв'язку, стільникове цифрове передавання пакетів даних, протокол, розроблений у 1992 році IBM і Pacific Communications Sciences для бездротового широкосмугового асинхронного передавання даних. Дані передаються в інтервалах між звичайними голосовими дзвінками, коли аналогова стільникова мережа зв'язку вільна. Мережі CDPD мають максимальну пропускну здатність 19,2 Кбіт/с. Протокол стандартизований у 1993 р., у 1995 р. з'явилася версія стандарту 1.1
Технологія CDPD (Cellular Digital Packet Data) реалізує як пакетне передавання (протокол TCP/IP), так і модемний інтерфейс (АТ-команди). На відміну від радіомодемів, стільникові модеми використовують не спеціальні антени та приймачі-передавачі, а відповідні пристрої стільникового телефону.
Під час передавання даних застосовують протоколи MNP-10 або ETC. Протокол MNP-0 динамічно оптимізує швидкість передавання даних та рівень сигналу, має розвинуті засоби працювання помилок.

## Див.також
- pACT
- ARDIS